# 染料包

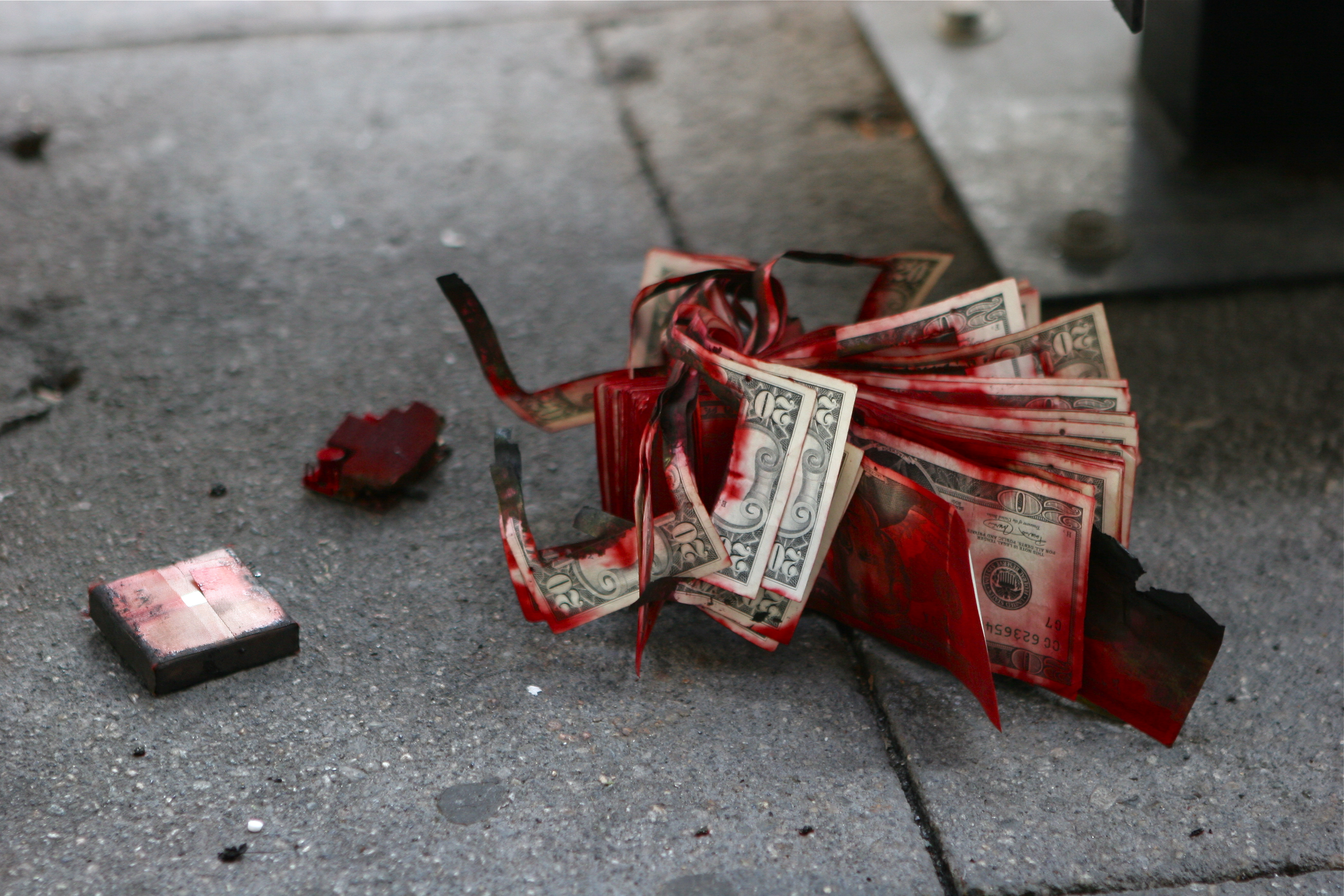
已爆破的染料包

染料包（英語：dye pack）是一种银行使用无线电控制的燃烧装置，被部分銀行用来打击银行劫案，在被劫后不久使被盗現金被染料永久标记。
在大多数情况下，染料包被放置在紙幣堆（通常是10或20美元）中间的空间中。这样从外观来看就只是一个普通的钞票堆，并且柔性染料包的制造技术也使其难以被检测。
当被标记的钞票堆未使用时，它被存放在银行出納員旁边的磁性板上，处在待机或安全模式，在需要时由银行雇员移交给潜在的强盗。当它被从磁性板上拿开时，此包进入武装状态，一旦离开建筑物并通过门框，位于门框的无线电发射机触发一个定时器（通常至少10秒），之后染料包爆炸并释放气溶胶（通常是分散红9），有时还包括催淚彈，以摧毁被盗的钞票，并用明显的污迹标记强盗的身体。引起染料包爆炸和染料释放的化学反应会产生大约200 °C（392 °F）的高温，进一步阻止犯罪分子接触染料包、从袋内取出染料包或者逃离现场。染料包已在美国超过75%的银行中使用。